# Pierre Sanoussi-Bliss
Pierre Sanoussi-Bliss (Berlino, 17 agosto 1962) è un attore e regista tedesco.

## Biografia
Sanoussi-Bliss è il figlio di un diplomatico della Guinea e di una docente tedesca orientale della DDR. Sanoussi-Bliss frequenta la Hochschule für Schauspielkunst „Ernst Busch“Berlin. Dal 1986, nella DDR, inizia a recitare in ruoli televisivi e di cinema. Dal 1987 al 1990 recita al Staatsschauspiel Dresden. Nel 1994 recita in Keiner liebt mich di Doris Dörrie nel ruolo di Orfeo.
Nella serie televisiva Der Alte dal 1997 è l'assistente Axel Richter, che reciterà per 18 anni. Lo stesso anno recita anche nella serie L'ispettore Derrick nell'episodio Eine kleine rote Zahl.
Nel settembre 2014 la società di produzione di Der Alte reciderà il contratto con Sanoussi-Bliss e con il collega Markus Böttcher.
Sanoussi-Bliss è membro della Bundesverband Schauspiel (BFFS) e della Deutsche Filmakademie.
Nel 2002 sposa Till Kaposty-Bliss,giornalista e vivono a Berlino.

## Opere
- Pierre Sanoussi-Bliss, Paul Gilling: Der Nix. Kato Kunst & Verlag, Berlin 2006, ISBN 3-938572-06-X.